# Zanthoxylum calcicola
Zanthoxylum calcicola är en vinruteväxtart som beskrevs av Cheng Chiu Huang. Zanthoxylum calcicola ingår i släktet Zanthoxylum och familjen vinruteväxter. Inga underarter finns listade i Catalogue of Life.